# Nayt One
Nayt One è il primo album in studio del rapper italiano Nayt, pubblicato il 7 maggio 2012.

## Tracce
1. No Story – 3:16
2. Intro – 1:20
3. Non vedi – 4:24
4. Trova di meglio – 3:30
5. I win – 2:47
6. Via di fuga – 3:32
7. Chi sono (feat. Primo Brown) – 3:02
8. Cliché – 2:40
9. Non ce n'è (feat. Emis Killa) – 3:39
10. 40 (feat. Zz e G-Lu) – 2:31
11. Np – 3:03
12. Punto isolato – 3:59